# Mycetophila borneana
Mycetophila borneana är en tvåvingeart som beskrevs av Edwards 1933. Mycetophila borneana ingår i släktet Mycetophila och familjen svampmyggor. Inga underarter finns listade i Catalogue of Life.